# Alban Thorer
Alban Thorer (en latin : Albanus Torinus) est un médecin, philologue et pédagogue suisse de la Renaissance, né en 1489 à Winterthour, mort le 23 février 1550 à Bâle.
Signalé comme étudiant à Bâle en 1516, bachelier en 1520, maître ès arts en 1522, il enseigna le latin et la rhétorique à partir de 1524. En 1527, il suivit les leçons de Paracelse, devenu médecin municipal de Bâle. En 1529, il se détermina pour la Réforme protestante. Il se rendit à Montpellier où il acquit le grade de docteur en médecine (et où il fut condisciple de Nostradamus). À Maguelone, en compagnie de Guillaume Pellicier, il découvrit un manuscrit très abîmé du De re coquinaria d'Apicius. De retour à Bâle peu après, il fut un temps directeur de l'école attenante à l'église protestante Saint-Pierre, puis reprit son enseignement de latin à l'université. En 1533, il se rendit à Wurtzbourg, espérant se faire embaucher comme médecin de cour par le prince-évêque Conrad de Thungen, mais cet espoir fut déçu. En 1535, il fut médecin du margrave Ernest de Bade-Durlach, mais dès 1536, il regagna Bâle à la demande du conseil municipal et y devint professeur de médecine. En 1542/43, il fut recteur de l'université de Bâle ; c'est pendant cette période qu'André Vésale vint à Bâle pour confier son De humani corporis fabrica à l'imprimeur Jean Oporin, et Thorer traduisit cet ouvrage en allemand. En 1545, sans avoir obtenu d'autorisation, il se rendit en consultation auprès de Christophe de Wurtemberg à Montbéliard, et le conseil municipal de Bâle le raya de la liste des professeurs de l'université. À son retour, toutes ses démarches pour être réintégré restèrent vaines. Il mourut d'une longue et douloureuse maladie.
Ses réflexions sur la pédagogie font de lui un précurseur de la méthode de l'enseignement mutuel.

## Publications
- Notices d'autorité :   - VIAF
  - ISNI
  - BnF (données)
  - IdRef
  - LCCN
  - GND
  - Italie
  - Espagne
  - Belgique
  - Pays-Bas
  - Pologne
  - Israël
  - NUKAT
  - Suède
  - Vatican
  - Norvège
  - Tchéquie
  - Portugal
  - WorldCat
- Abrégé de la Grammaire grecque de Manuel Chrysoloras, Bâle, 1528.
- (la) De re medica huic volumini insunt : Sorani Ephesii peripatetici & vetustissimi archiatri In artem medendi isagoge, hactenus non visa ; D. Oribasii Sardiani De victus ratione, quolibet anni tempore utili, antea numquam æditum ; Plinii Secundi De re medica libri quinque accuratius recogniti ; Apulei De herbarum virtutibus. Accessit his vice coronidis libellus utilissimus De betonica, quem quidam Antonio Musæ, nonnulli L. Apuleio adscribendum autumant, nuper excusus, Bâle, Andreas Cratander, 1528 (édition de l'Introduction à l'art médical de Soranos d'Éphèse ; d'un livre sur la diététique d'Oribase ; de la Physica Plinii Florentino-Pragensis ; du traité sur les herbes de Sextus Apuleius Barbarus ; et du traité sur la bétoine attribué faussement à Antonius Musa).
- (la) Epiphanii episcopi Cypri De prophetarum vita et interitu commentarius Græcus ; Sophronii græce & Hieronymi latine libellus de vita Evangelistarum, cum scholiis Erasmi Roterdamiensis ; Parabolæ & miracula quæ a singulis Evangelistis narrantur ; una cum interpretatione e regione Latina, Albano Torino interprete, Græcis versibus a Gregorio Nazianzeno conscripta, addita interpretatione Latina ; D. Hieronymi Scriptorum ecclesiasticorum vitæ, per Sophronium e Latina lingua in Græcam translatæ, & scholiis Eras. Rot. illustratæ . Gennadii Illustrium virorum catalogus, ob historiæ cognitionem lectu non indignus, Bâle, Andreas Cratander, 1529 (recueil de textes d'Épiphane de Salamine, Jérôme de Stridon, Grégoire de Nazianze, Gennade de Marseille, Sophrone de Jérusalem, avec des scholies d'Érasme).
- (la) Philareti medici præstantissimi De pulsuum scientia libellus utilis et necessarius; Theophili celebris medici De exacta retrimentorum vesicæ cognitione commentariolus. Albano Torino interprete, Bâle, 1533 (traduction latine des traités Sur les pouls et Sur les urines du médecin byzantin Théophile le Protospathaire).
- (la) Alexandri Tralliani præcellentis medici De singularium corporis partium, ab hominis coronide ad imum usque calcaneum, vitiis, ægritudinibus & injuriis, libri ad unguem facti quinque, per Albanum Torinum Vitodurensem recens latinitate donati, Bâle, Heinrich Peter, 1533 (traduction latine d'Alexandre de Tralles).
- (la) Apologia contra J. Guinterium Andernacum de translatione Pauli Æginetæ, Bâle, 1539 (défense de sa traduction de Paul d'Égine).
- (la) Cælii Apitii summi adulatricis medicinæ artificis De re culinaria libri decem. B. Platinæ Cremonensis De tuenda valetudine, natura rerum et popinæ scientia libri decem. Pauli Æginetæ De facultatibus alimentorum tractatus. Appendicula de condituris variis ex Joanne Damasceno. Albano Torino interprete, Bâle, puis Lyon, 1541 (édition du De re coquinaria d'Apicius, dont Thorer a corrigé le latin « barbare » en latin d'humaniste ; du De tuenda valetudine de Bartolomeo Sacchi dit « Platine de Crémone » ; du livre sur la diététique de Paul d'Égine ; et d'un petit traité du même sujet placé au Moyen Âge sous le nom imaginaire de « Jean de Damas », en fait Yuhanna ibn Masawaih).
- (la) Cottidiani colloquii libellus, Bâle, 1541 (sur sa méthode d'enseignement).
- (la) Familiarium colloquiorum formulæ, Bâle, 1542.
- (de) Von des menschlichen Körpers Anatomery…, Bâle, 1543, puis Nuremberg, 1551 (traduction allemande du De humani corporis fabrica d'André Vésale).